# Tomasz Bednarczyk
Tomasz Bednarczyk (ur. 1986 we Wrocławiu) – polski twórca muzyki elektronicznej.
Obecnie tworzący pod pseudonimem "New Rome", pod którym wydał album Somewhere.

## Dyskografia
Albumy studyjne
- (2017) Somewhere
- (2008) Summer Feelings
- (2009) Painting Sky Together
- (2009) Let's Make Better Mistakes Tomorrow

EP
- (2006) So Nice EP